# 14885 Paskoff
14885 Paskoff eller 1991 RF2 är en asteroid i huvudbältet som upptäcktes den 6 september 1991 av den belgiske astronomen Eric W. Elst vid Haute-Provence-observatoriet. Den är uppkallad efter Marie-Claude Paskoff redaktör för L'Astronomie.
Asteroiden har en diameter på ungefär 10 kilometer och den tillhör asteroidgruppen Eos.